# Anna Mackenzie

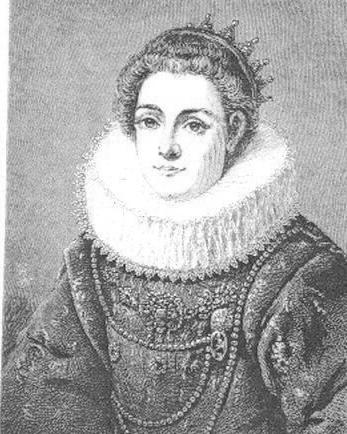
Anoniem. Anna Mackenzie, achtereenvolgens gravin van Balcarres en Argyll. Gravure. Afkomstig uit Alexander Lindsay. A Memoir of Lady Anna Mackenzie. 1868.

Anna Mackenzie, achtereenvolgens gravin van Balcarres en Argyll (1621? – 1706?) was gouvernante van prins Willem III van Oranje.
Ze was een jongere dochter van Colin de Rode, graaf van Seaforth en hoofd van de familie Mackenzie, en zijn vrouw Margaret Seyton. Na haar vaders dood in 1633 ging ze bij haar neef Lord Rothes in Leslie wonen. Daar trouwde ze in april 1640, tegen de zin van haar oom, toenmalig hoofd van de familie Mackenzie, met nog een andere neef van haar, Alexander Lindsay. Als we het portret dat van haar in Holland werd geschilderd tijdens het Protectoraat was ze een uitzonderlijk mooie vrouw. Haar man werd in 1647 gouverneur van het kasteel van Edinburgh. Ter gelegenheid van de kroning van koning Karel II van Engeland in Scone in 1651, werd hij verheven tot graaf van Balcarres. Ook was de koning doopgetuige van het eerste kind van de gravin. Toen Schotland binnengevallen werd door de troepen van Oliver Cromwell, vluchtte ze met haar man naar de Schotse Hooglanden, waar haar man royalistische troepen aanvoerde. In 1652 gaven ze zich echter over en vestigden zich tijdelijk St Andrews, om in mei 1654 aan te komen in Parijs, waar de koning met zijn familie in ballingschap leefde. Ze kon het goed vinden met de koningin-moeder Henriëtta Maria van Frankrijk en werd benoemd tot gouvernante voor haar kleinzoon, Willem III van Oranje-Nassau. Ze vestigden zich in Den Haag in 1657, waar de graaf van Balcarres op 30 augustus 1659 echter overleed. Vrijwel direct hierna keerde ze terug naar Fifeshire, om snel daarna weer door te reizen naar Frankrijk, waar ze zich in 1660 inzette om steun van de Presbyteriaanse priesters aldaar voor de koning veilig te stellen.
Na de Restauratie ontving ze van de koning een toelage van £1000,- pond per jaar. De bekering van haar dochter tot het katholicisme en haar daaropvolgende dood in een vrouwenklooster waren een zware tegenslag voor de douarière. In 1662 keerde ze terug naar Schotland en op 28 januari 1670 trouwde ze met Archibald Campbell, 9e graaf van Argyll.